# Protomer
En protomer är en del i ett proteinkomplex (det vill säga ett protein bestående av två eller fler polypeptidkedjor, associerade med varandra) som definieras så att komplexet endast består av identiska protomerer. Protomererna kan i sin tur bestå av en enda eller flera olika subenheter (polypeptidkedjor). Exempelvis består proteinet hemoglobin av två α-kedjor (subenheter) och två β-kedjor som är arrangerade i två αβ-protomerer.

### Fotnoter
1. ↑  Voet, Donald; Judith G Voet (2004). Biochemistry (tredje upplagan). Hoboken: John Wiley & Sons. sid. 266. ISBN 0-471-19350-X